# Mark Robert Eagleson
 (février 2025).
Si vous disposez d'ouvrages ou d'articles de référence ou si vous connaissez des sites web de qualité traitant du thème abordé ici, merci de compléter l'article en donnant les références utiles à sa vérifiabilité et en les liant à la section « Notes et références ».
Pour les articles homonymes, voir Eagleson.
Mark Robert Eagleson (10 août 1861-8 avril 1917) est un homme politique canadien de la Colombie-Britannique. Il est député provincial libéral de Lillooet de 1907 à 1909.
Eagleson meurt de complications liées au diabète à Lillooet en Colombie-Britannique en avril 1917 à l'âge de 55 ans.